# Picena
Picena es una localidad española establecida como entidad local autónoma (ELA) dentro del municipio de Nevada, en la provincia de Granada. Está situada en la parte oriental de la comarca de la Alpujarra Granadina. A dos kilómetros del límite con la provincia de Almería, cerca de esta localidad se encuentran los núcleos de Laroles y Cherín.

## Historia
Fue un municipio independiente hasta 1972, cuando se fusionó junto con Laroles y Mairena en un solo municipio llamado Nevada, recayendo la capitalidad municipal en el núcleo laroleño. En 1981 el ayuntamiento de Nevada acordó la segregación de Picena para volver a constituirse como municipio independiente, cuestión que finalmente fue rechazada por el gobierno autonómico el 11 de octubre de 1988 al no alcanzar la población mínima indispensable para la segregación y encontrarse bastante próximo a la capital municipal.

## Geografía

### Situación
Integrado en la comarca de la Alpujarra Granadina y limítrofe con la Alpujarra Almeriense, se encuentra situado a las faldas de Sierra Nevada, en la ladera este de la ribera del río Bayárcal, a 107 kilómetros de la capital provincial.
Entre sus parajes naturales destacan el peñón que se sitúa al lado de su cementerio, y el balsón de Picena.

## Demografía
Según el Instituto Nacional de Estadística de España, en el año 2024 Picena contaba con 240 habitantes censados, lo que representa el 21,9% de la población total del municipio.

### Evolución de la población
| Gráfica de evolución demográfica de Picena entre 2014 y 224 |
|                                                             |
| Datos según el nomenclátor publicado por el INE             |

Evolución histórica
| Gráfica de evolución demográfica de Picena entre 1842 y 1970 |
| |
| Población de derecho según los censos de población del INE Población de hecho según los censos de población del INEEn 1972 este municipio desaparece porque se agrupa en el municipio Nevada |

## Comunicaciones

### Carreteras
La principal vía de comunicación que transcurre por esta localidad es:
| Identificador | Denominación             | Itinerario            |
| ------------- | ------------------------ | --------------------- |
| A-337         | De Cherín a La Calahorra | Cherín - La Calahorra |

Algunas distancias entre Picena y otras ciudades:
| Ciudades | Distancia (km) |
| -------- | -------------- |
| Laroles  | 4              |
| Órgiva   | 59             |
| Almería  | 81             |
| Granada  | 107            |
| Jaén     | 164            |
| Murcia   | 287            |

## Servicios públicos

### Sanidad
Picena pertenece a la zona básica de salud de Ugíjar, en el distrito sanitario de Granada Sur. El pueblo cuenta con un consultorio médico situado en la calle Agua, s/n.

## Cultura

### Patrimonio

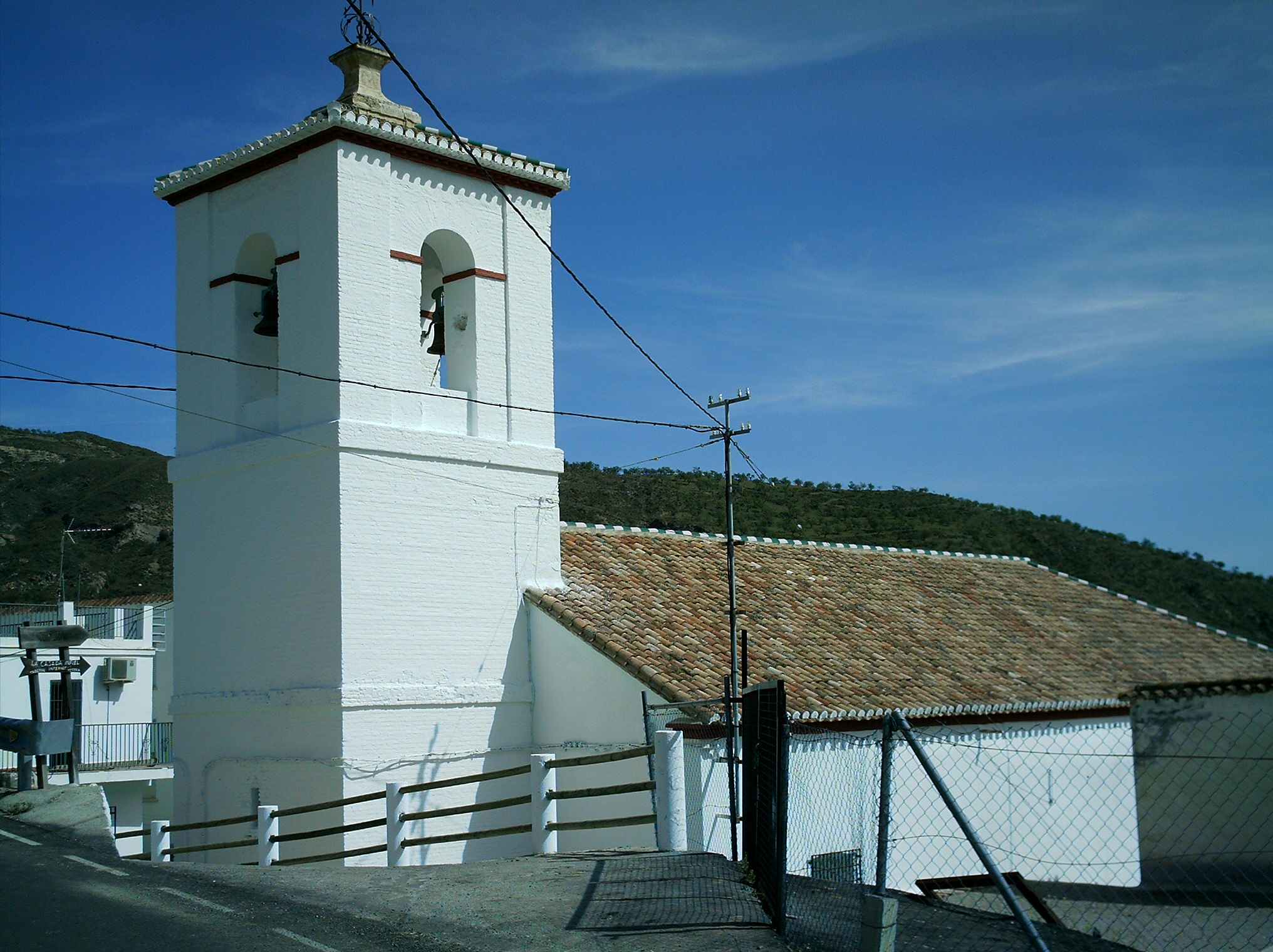
Iglesia de San Cecilio, en Picena

El edificio más destacado es la iglesia parroquial de San Cecilio, reconstruida en 1788 y de estilo mudéjar, que cuenta con una sola nave y torre. En los años 50 albergaba numerosas imágenes y objetos religiosos valiosos, como por ejemplo la tribuna donde se situaba el órgano y el coro, o un púlpito tallado, que desaparecieron con el paso del tiempo.
También cuenta con cinco fuentes, algunas con propiedades terapéuticas, que son: la fuente Nicolás, la fuente Pepe Bernardino, la de Don Pedro, la de la carretera que está cerca de la iglesia y la de la plaza de la Constitución.

### Fiestas
Entre las fiestas más importantes de Picena destacan los moros y cristianos, que se celebran el último fin de semana de agosto en honor su patrona, la Virgen del Rosario. Comienzan el viernes por la noche con la tradicional verbena. El sábado por la mañana se hace la representación, en la que el bando de los cristianos lleva la imagen de la Virgen a las afueras del pueblo, pierden la batalla ante los moros y estos regresan la patrona a la iglesia. Pero el domingo los cristianos ganan la revancha y devuelven la imagen a su templo. Durante todo el fin de semana, al mediodía tras acabar las funciones, los vecinos y visitantes acuden a la plaza para comer; uno de esos días se realiza una paellada para más de medio millar de personas. Luego, por la tarde, se procesiona a la Virgen, que finaliza con el popular encierro de la misma.
Sobre el 31 de enero también se celebra el día de San Cecilio, su patrón. Lo más típico de estas fiestas es el día de la leña, donde tradicionalmente los vecinos recogen madera con los mulos en los secanos y allí pasan el día; por la tarde, cuando regresan al núcleo, hacen una carrera montando a los animales. Después, con esa leña se hace un chisco en la plaza donde acude todo el pueblo.

### Gastronomía
Algunos de los platos típicos picineros son las gachas, las migas, el guisado de hinojos o el caldo de patatas. En Semana Santa se suelen hacer buñuelos y roscos de azúcar. El día de San Marcos los jóvenes se reúnen pasar la tarde y preparar un puchero.

## Turismo
Su principal reclamo turístico son las rutas de senderismo que discurren por la zona, como la del Balsón de Picena-La Fabriquilla, donde se puede contemplar el río con diversas cascadas, o la ruta de la Fuente Quero.